# Amico di ieri/Ora o mai più
Amico di ieri è il singolo delle Orme estratto dall'LP Smogmagica (1975) e segna un cambio di stile determinato dall'entrata del chitarrista Tolo Marton.
La canzone, orecchiabile e malinconica, si rivolge ad un immaginario interlocutore, il vento della California, un tempo guida dei pionieri e fonte di vita e salvezza, ma oggi malvoluto dagli abitanti della zona. In particolare, si tratta del caldo e polveroso vento di Santa Ana che soffia sulla città di Los Angeles, luogo dove le Orme hanno registrato il pezzo. La canzone viene introdotta dal fruscio prodotto da questa brezza; al centro del brano si distingue un assolo per armonica a bocca eseguito da Tolo Marton.
Il brano diede inoltre il titolo ad un'antologia di brani riarrangiati dalle Orme e che riproduce un dettaglio della copertina di Paul Whitehead realizzata per l'album Smogmagica. Tra i brani delle Orme, si distingue per avere avuto delle cover di prestigio - per esempio, la versione dei Matia Bazar nel disco One1 Two2 Three3 Four4 - Volume due e la versione bulgara del gruppo FSB chiamata, traducendone il titolo in italiano,  Dopo dieci anni e contenuta nell'album omonimo. 
Il retro Ora o mai più ritrae una scena di traffico cittadino caratterizzata dal tipico caos urbano nelle ore di punta e dai rumori delle auto, riprodotti dai suoni graffianti della chitarra elettrica.
Testo e musica sono di Antonio Pagliuca, Tolo Marton e Aldo Tagliapietra. Il singolo arriva alle soglie delle allora famose top 8, ottenendo dunque piazzamenti leggermente migliori rispetto a quelle raggiunte dall'album. Poco tempo dopo l'incisione, Marton esce dal gruppo, tanto che nel video prodotto per la canzone si esebirà all'armonica il suo successore, Germano Serafin.

## Formazione
- Aldo Tagliapietra - voce, basso, chitarra
- Tony Pagliuca -  tastiere
- Michi Dei Rossi - batteria, percussioni
- Tolo Marton - voce, chitarra